# Джонс-Эмберсон 1
Джонс-Эмберсон 1 (англ. Jones-Emberson 1, PK 164+31.1, VV 47) — планетарная туманность 14-й звёздной величины в созвездии Рыси на расстоянии около 1600 световых лет от Солнца. Является крупной планетарной туманностью с низкой поверхностной яркостью. Центральная звезда, имеющая видимую звёздную величину 16,8, является голубым белым карликом.

## История
Туманность была открыта в 1939 году Ребеккой Джонс и Ричардом Эмберсоном; обозначение "PK" происходит от фамилий чехословацких астрономов Лубоша Перека (чеш. Luboš Perek) и Лубоша Когоутека (чеш. Luboš Kohoutek), создавших в 1967 году обширный каталог известный на момент 1964 года планетарных туманностей Млечного Пути. Числа показывают положение объекта на небе: "PK 164+31.1" означает, что планетарная туманность в галактической системе координат имеет долготу 164 градуса и широту +31 градус, причём в каталоге эта туманность является первым объектом, оказавшимся в данном квадратном градусе неба.